# Савченко, Иван Григорьевич
Иван Григорьевич Савченко (2 марта 1862, Роменский уезд, Полтавская губерния, Российская империя (ныне в Сумской области, Украина) — 3 ноября 1932, Краснодар, СССР) — украинский и советский иммунолог, микробиолог и патолог, ученик И. И. Мечникова.

## Биография
Родился Иван Савченко 2 марта 1862 года на Полтавщине. В 1888 году окончил Киевский университет и остался работать там же вплоть до 1895 года на кафедре общей патологии. В 1895 году по приглашению И. И. Мечникова переехал в Париж и устроился в Пастеровский институт. В 1896 году переезжает в Казань, где до 1919 года занимает должность профессора общей патологии Казанского университета, одновременно с этим занимал должность директора бактериологического института при Казанском университете, основанного им же в 1901 году. В 1920 году переезжает в Краснодар (бывший Екатеринодар) и посвящает этому городу всю оставшуюся жизнь. С 1920 года по момент смерти занимал должность профессора кафедры патофизиологии Кубанского университета, одновременно с этим занимал должность директора созданного им Краснодарского бактериологического института.
Скончался Иван Савченко 3 ноября 1932 года в Краснодаре.

## Научные работы
Основные научные работы посвящены изучению патологии инфекционных и онкологических заболеваний и исследованиям иммунитета и фагоцитоза.
- 1893 — Совместно с Д. К. Заболотным показал, что пероральное введение ослабленной культуры холерного вибриона предохраняет человека от заболевания холерой, чем положил начало методу энтеровакцинации.
- 1905 — Предложил метод иммунизации лошадей.